# Harris Savides
Harris Savides, né le 28 septembre 1957 à New York et mort le 9 octobre 2012 dans la même ville, est un directeur de la photographie américain.
Chef-opérateur privilégié de Gus Van Sant, il a également travaillé pour David Fincher, Ridley Scott, Woody Allen ou encore Sofia Coppola.

## Biographie
Harris Savides, né dans une famille d'émigrés chypriotes grecs, commence sa carrière en Europe comme photographe de mode. De retour dans sa ville natale, il commence par tourner des publicités et des vidéoclips.
À partir de 1993, il travaille également sur des longs métrages. Son premier film en tant que directeur de photographie pour le cinéma est Vengeance froide de Phil Joanou (1996).
Il remporte trois fois le MTV Music Video Award dans la catégorie Meilleure Photographie pour Rain de Madonna en 1993, Everybody Hurts de R.E.M. en 1994 et Criminal de Fiona Apple en 1998. Il a aussi été nommé dans la catégorie Meilleure Photo à l’Independant Spirit Award et a obtenu le New York Film Critics Award pour Gerry (2001) et Elephant (2003).
Il meurt des conséquences d'une tumeur du cerveau à l'âge de 55 ans.

## Filmographie
- 1996 : Vengeance froide (Heaven's Prisoners) de Phil Joanou.
- 1997 : The Game de David Fincher.
- 1998 : Illuminata de John Turturro.
- 1999 : The Yards de James Gray.
- 2000 : À la rencontre de Forrester (Finding Forrester) de Gus van Sant.
- 2002 : Gerry de Gus van Sant.
- 2004 : Elephant de Gus van Sant.
- 2004 : Birth de Jonathan Glazer.
- 2005 : Last Days de Gus van Sant.
- 2007 : Zodiac de David Fincher.
- 2007 : Margot va au mariage (Margot at the Wedding) de Noah Baumbach.
- 2007 : American Gangster de Ridley Scott.
- 2008 : Milk de Gus van Sant.
- 2009 : Whatever Works de Woody Allen.
- 2010 : Greenberg de Noah Baumbach.
- 2010 : Somewhere  de Sofia Coppola.
- 2011 : Restless de Gus van Sant.
- 2013 : The Bling Ring de Sofia Coppola.

## Clips
- 1991 : Blue Spanish Sky de Chris Isaak avec le réalisateur et photographe Bruce Weber[4].
- 1992 : Goin' Out West de Tom Waits avec le réalisateur Jesse Dylan.
- 1993 : Everybody Hurts de R.E.M. avec le réalisateur Jake Scott.
- 1993 : Rain de Madonna avec le réalisateur Mark Romanek.
- 1994 : Closer de Nine Inch Nails avec le réalisateur Mark Romanek.
- 1995 : Bedtime Story de Madonna avec le réalisateur Mark Romanek.
- 1995 : Scream de Michael et Janet Jackson avec le réalisateur Mark Romanek.
- 1995 : Like a Rolling Stone de The Rolling Stones avec le réalisateur Michel Gondry.
- 1997 : Criminal de Fiona Apple avec le réalisateur Mark Romanek.
- 1999 : Little Trouble Girl de Sonic Youth avec le réalisateur Mark Romanek.
- 1999 : I Try de Macy Gray avec le réalisateur Mark Romanek.
- 2001 : I Might Be Wrong de Radiohead avec la réalisatrice Sophie Muller.
- 2005 : Speed of Sound de Coldplay avec le réalisateur Mark Romanek.
- 2007 : Desecration Smile des Red Hot Chili Peppers avec le réalisateur Gus Van Sant .

## Publicités
- 2001 : The Hire : The Follow de Wong Kar-wai, avec Clive Owen, pour BMW.
- 2009 : Miss Dior Cherie de Sophia Coppola, pour Dior.
- 2012 : Marni x H&M avec la réalisatrice Sofia Coppola[5].